# Festival du cinéma japonais contemporain Kinotayo
 (novembre 2014).
Le festival du film japonais contemporain Kinotayo a lieu chaque année en Île-de-France entre novembre et décembre et se poursuit généralement dans plusieurs villes en région dans les semaines qui suivent.

## Historique
Créé en 2006, Kinotayo est l'unique festival consacré exclusivement aux films japonais en France. Le nom du Festival « Kinotayo » est la contraction de Kin no taiyō (金の太陽), qui veut dire soleil d'or en japonais. Il est organisé par l'association Kinotayo et reçoit le soutien et le parrainage de nombreux organismes publics et privés, français et japonais.
Chaque année, une sélection d'une dizaine de longs métrages est présentée dans la section en compétition du festival, choisie parmi les quelque 200 films sortis au Japon au cours des dix-huit derniers mois. Ils concourent pour le « Soleil d'or », décerné par le public. Des jurys professionnels viennent également remettre le « Prix du Jury », et le « Grand Prix du festival ».
Chaque année, plusieurs réalisateurs japonais sont invités à présenter leurs films sélectionnés lors du festival parisien. Ces rencontres offrent au public l'opportunité d'échanger directement avec les réalisateurs. Des acteurs participent également fréquemment à ces moments d'échanges enrichissants. Le festival a reçu jusqu'à présent des personnalités telles que Kiyoshi Kurosawa, Jun Ichikawa, Sion Sono (Guilty of Romance, The Land of Hope), Kōji Fukada, ou encore Kaori Momoi (Mémoires d'une geisha, Kagemusha).
Le « Soleil d'or exceptionnel » est une distinction honorant des personnalités remarquables pour leur contribution au cinéma japonais, notamment Shōhei Imamura (2006), Wim Wenders (2023) et Kōji Yakusho (2024).

## Palmarès

### 2006[2]
- Soleil d'or Kinotayo : Hinokio de Takahiko Akiyama
- Prix de l'animation : Mind Game de Masaaki Yuasa
- Prix spécial du conseil d'administration : Décerné à Shōhei Imamura pour l'ensemble de son œuvre

### 2007[3]
- Soleil d'or Kinotayo : How to Become Myself de Jun Ichikawa
- Soleil d'or du premier film : Yokohama Mary de Takayuki Nakamura
- Prix du public : Aria de Takushi Tsubokawa et Strawberry Shortcakes (en) de Hitoshi Yazaki

### 2008[4]
- Soleil d'or Kinotayo : The Foreign Duck, the Native Duck and God in a Coin Locker de Yoshihiro Nakamura
- Prix Nikon de la plus belle image : Megane (en) de Naoko Ogigami
- Soleil d'or du premier film : La Grenadière de Kōji Fukada
- Prix du public : Hey Japanese! Do You Believe in Peace, Love and Understanding? (ja) de Ryōtarō Muramatsu (ja)
- Prix spécial du jury - meilleur documentaire : Ma dernière demeure de Tatsuya Yamamoto

### 2009
- Soleils d'or Kinotayo : I Remember That Sky de Shin Togashi
- Soleil d'or du premier film : Vacation de Hajime Kadoi
- Prix du comité artistique : The Beautiful Way of Life de Osamu Minorikawa
- Prix Nikon de la plus belle image : Kakera – A Piece of Our Life (en) de Momoko Andō
- Prix du public : Vexille de Fumihiko Sori
- Prix du film délire : Yatterman de Takashi Miike

### 2010
- Soleil d'or Kinotayo : Railways (en) de Yoshinari Nishikori
- Soleil d'or IF Television : BOX – The Hakamada Case de Banmei Takahashi (en)
- Prix Nikon de la plus belle image : Forget Me Not (en) de Hideyuki Hirayama
- Prix du public : Forget Me Not de Hideyuki Hirayama

### 2011
- Soleil d'or Kinotayo[5] : Someday (en) de Junji Sakamoto
- Soleil d'or IF Television : My Wife de Yukinari Hanawa[6]
- Prix Nikon de la plus belle image : Into the White Night (en) de Yoshihiro Fukagawa (en)

### 2012[7]
La 7e édition du festival Kinotayo s'est déroulée du 28 novembre 2012 au 28 janvier 2013 à Paris.
- Soleil d'or du public : Chronicle of My Mother de Masato Harada
- Soleil d'or de la presse : Death of a Japanese Salesman (en) de Mami Sunada
- Prix de la meilleure image : Paris Tokyo Paysage de Jinsei Tsuji

### 2013
- Soleil d'or du public : A Story of Yonosuke (en) de Shūichi Okita (ja)
- Prix de la presse : Black Dawn (en) de Kentarō Horikirizono (ja)
- Prix Canon de la meilleure photographie : The Drudgery Train (en) de Nobuhiro Yamashita (en)

### 2014[8]
- Soleil d'or du public : La Maison au toit rouge de Yōji Yamada
- Prix de la presse : Disregarded People d'Hideo Sakaki
- Prix Canon de la meilleure photographie : Forma d'Ayumi Sakamoto

### 2015
- Soleil d'or : Kakekomi (駆込み女と駆出し男, Kakekomi onna to kakedashi otoko?) de Masato Harada et La La La at Rock Bottom (味園ユニバース, Misono universe?) de Nobuhiro Yamashita (en)
- Prix de la presse et prix Canon de la meilleure photographie : Fires on the Plain (野火, Nobi?) de Shin'ya Tsukamoto
- Mention spéciale des présidents à l'actrice Sakura Andō dans Hyakuen no koi (百円の恋?) de Masaharu Take

### 2016
La 11e édition du festival Kinotayo a débuté avec une séance le 8 décembre 2016 dans le Val d'Oise, puis s'est déroulée du 6 au 21 janvier 2017 à Paris, puis dans d'autres villes jusqu'en mars 2017.
- Soleil d'or : Oyster Factory (牡蠣工場, Kaki kōba?) de Kazuhiro Soda (en) et Senses (ハッピーアワー, Happī Awā?, titre international Happy Hour) de Ryūsuke Hamaguchi
- Prix du jury : Bangkok Nites (バンコクナイツ, Bankoku naitsu?) de Katsuya Tomita
- Prix de la meilleure image : The Actor (俳優　亀岡拓次, Haiyû Kameoka Takuji?) de Satoko Yokohama

### 2017
La 12e édition du festival Kinotayo s'est déroulée du 2 au 20 novembre 2017.
- Soleil d'or : ex æquo
  - Oh Lucy! (オー・ルーシー!, Ô Rûshî!?) de Atsuko Hirayanagi (en)
  - Close-Knit (彼らが本気で編むときは、, Karera ga honki de amu toki wa,?) de Naoko Ogigami
  - The Long Excuse (en) (永い言い訳, Nagai Iiwake?) de Miwa Nishikawa
- Prix du jury : Trace of Breath (息の跡, Iki no ato?) de Haruka Komori
- Prix de la meilleure image : Gukoroku – Traces of Sin (愚行録, Gukôroku?) de Kei Ishikawa

### 2018
La 13e édition du festival Kinotayo s'est déroulée en décembre 2018 et du 17 au 26 janvier 2019.
- Soleil d'or : Ne coupez pas ! (カメラを止めるな！, Kamera o tomeru na!?) de Shin'ichirō Ueda (ja)[10]
- Prix du jury : Love At Least (ja) (生きてるだけで、愛。, Ikiterudakede ai?) de Kosai Sekine (ja)
- Prix de la meilleure image : Shiori (栞, Shiori?) de Yusuke Sakakibara (ja)

### 2019
La 14e édition du festival Kinotayo s'est déroulée du 26 novembre au 9 décembre 2019,,.
- Soleil d'or : Talking the Pictures (ja) (カツベン！, Katsuben!?) de Masayuki Suo
- Prix du jury, Prix de la meilleure image : The Kamagasaki Cauldron War (月夜釜合戦, Tsukiyo no kamagassen?) de Leo Satō (ja)
- MMC prix de la meilleure bande originale : Masquerade Hotel (マスカレード・ホテル, Masukaredo Hoteru?) de Masayuki Suzuki

### 2021
La 15e édition du festival Kinotayo s'est déroulée du 7 au 18 décembre 2021 à Paris,.
- Soleil d'or (prix du public) : Aristocrats (あのこは貴族, Ano ko wa kizoku?) de Yukiko Sode (ja)[16]
- Grand Prix : A Garden of the Camellias (ja) (椿の庭, Tsubaki no Niwa?) de Yoshihiko Ueda (ja)[16]
- Prix du jury : Aristocrats (あのこは貴族, Ano ko wa kizoku?) de Yukiko Sode (ja)[16]

### 2022
La 16e édition du festival Kinotayo s'est déroulée du 6 au 17 décembre 2022 à Paris.
- Soleil d'or (prix du public) : La Famille Asada (浅田家!, Asada-ke!?) de Ryōta Nakano (en)
- Grand Prix : Soup and Ideology (ja) (スープとイデオロギー, Sūpu to ideorogī?) de Yang Yong-hi
- Prix du jury : Torao (とら男, Tora otoko?) de Kazuya Murayama (ja)

### 2023
La 17e édition du festival Kinotayo s'est déroulée du 25 novembre au 16 décembre 2023 à Paris.
- Soleil d'or (prix du public) : Tsugaru Lacquer Girl (ja) (バカ塗りの娘, Bakanuri no musume?) de Keiko Tsuruoka (ja)
- Grand Prix : Tea Friends (茶飲友達?) de Bunji Sotoyama (ja)
- Prix du jury : Father of the Milky Way Railroad (銀河鉄道の父, Ginga tetsudō no chichi?) de Izuru Narushima

### 2024
La 18e édition du festival Kinotayo s'est déroulée du 23 novembre au 14 décembre 2024 à Paris.
- Soleil d'or (prix du public) : Ann (ja) (あんのこと?) de Yū Irie
- Grand Prix : Confetti (瞼の転校生?) de Naoya Fujita
- Prix du jury : Le Pianiste de Ginza (白鍵と黒鍵の間に, Hakken to kokken no aida ni?) de Masanori Tominaga (en)